# La banda de Pérez
La banda de Pérez es una serie de televisión de 26 episodios, dirigida por Ricardo Palacios, emitida por TVE en 1997 y basada en la película ¡Biba la banda! (1987), del propio Palacios, protagonizada por Antonio Resines.

## Argumento
Jeremías Pérez lidera una banda de música. Cuando estalla la guerra civil española se encuentra en Sevilla, en pleno territorio del bando sublevado. Siempre pragmático, ante la disyuntiva de marchar al frente o seguir con su banda, Pérez opta por lo segundo y emprende su peripecia personal para entretener a las tropas de Franco durante la contienda. Pérez y su banda, son entonces destinados al pequeño pueblo de Villagona, donde viven.

## Críticas
La serie fue objeto de duras críticas por trivializar el drama de la guerra, llegando incluso a ser objeto de polémica por la opinión muy desfavorable vertida por el entonces portavoz del PSOE en la Comisión de Control a RTVE del Congreso de los Diputados Joaquín Leguina, que manifestó su rechazo por la visión graciosa sobre algo tan terrible como fue la Guerra Civil.

## Reparto
- Antonio Resines ... Sargento Pérez
- Jesús Bonilla ... Urquiza
- Luis Barbero ... Bonafé
- Alfonso Lussón ... Don Sebastián
- Fedra Lorente ... Asunción
- Pilar Barrera ... Charito
- Fernando Valverde ... Alonso
- Rafael Castejón.
- Elena Nieto ... Victoria Eugenia
- María Elena Flores...Angelita
- Neus Asensi...Benigna
- Antonio Gamero...Eulogio
- Nicolás Dueñas ... Morales
- Paco Maldonado  ... Linares
- Tomás Sáez ... Sánchez
- Alfonso Vallejo

## Lista de episodios
- 1: Como la falsa moneda
- 2: Competencia desleal
- 3: Que vienen los rojos
- 4: Kid Agustín
- 5: Blás
- 6: El general valenciano
- 7: Alfonso y Charito
- 8: El yerno del alcalde
- 9: ¡Arrepentíos!
- 10: El coro gregoriano
- 11: Orgullo herido
- 12: Una tumba en el monte
- 13: El ascenso de Urquiza
- 14: El capitán Rodríguez
- 15: Asalto al cuartel de Lendoiro
- 16: Hermanos de armas
- 17: Todo vale
- 18: Somos militares
- 19: El desertor
- 20: El oro de los moros
- 21: Blas va a la escuela
- 22: El motín de la cebolla
- 23: Segadores de ocasión
- 24: La guerra de Urquiza
- 25: Tus amigos no te olvidan
- 26: Hasta luego